# KXML
kXML es un analizador sintáctico de XML ligero basado en Java diseñado para ser ejecutado en sistemas integrados limitados como dispositivos móviles personales.
Es un analizador de tipo pull, lo que significa que lee una pequeña porción del documento cada vez. Así la aplicación conduce al analizador a través del documento XML pidiendo repetidamente la siguiente porción del mismo.